# Filippo III di Waldeck
Filippo III di Waldeck-Eisenberg (Waldeck, 9 dicembre 1486 – Bad Arolsen, 20 giugno 1539) fu, dal 1524 al 1539, conte di Waldeck-Eisenberg.

## Vita
Era un figlio del conte Filippo II di Waldeck-Eisenberg e della sua prima moglie, Caterina di Solms-Lich, e successe a suo padre nel 1524 come conte di Waldeck-Eisenberg.
Intorno al 1520 costruì un'ala residenziale del successivo castello di Goldhausen a Korbach. Un'ulteriore espansione ebbe luogo tra il 1563 ed 1565, sotto suo figlio Volrado II.
Nel 1525, subito dopo il suo insediamento, emanò un'ordinanza che introduceva la riforma protestante nella contea di Waldeck. Filippo III e suo nipote, il conte Filippo IV di Waldeck-Wildungen, nominarono il riformatore luterano Johann Hefentreger pastore della città di Waldeck. Johann impartì il suo sermone inaugurale il 17 giugno 1526. Il 26 giugno 1526, diresse una funzione nella chiesa luterana, introducendo così ufficialmente la riforma nel paese, quattro mesi prima che il langravio Filippo I la introducesse nel vicino langraviato d'Assia. Nel 1529, il primo sermone luterano fu impartito nella chiesa di san Chiliano a Korbach; è ritratto sull'altare come suo donatore. Filippo non poteva, tuttavia, imporre direttamente la Riforma a Korbach.
Tra il 1526 e il 1530, Filippo acquistò l'ex monastero secolarizzato di Aroldessen dei canonici regolari di Sant'Antonio di Vienne a Bad Arolsen e lo ricostruì sotto forma di palazzo reale. Assunse Johann von Wolmeringhausen come suo mastro di corte e, dopo il 1530, il figlio di Johann, Hermann von Wolmeringhausen.
Filippo III morì il 20 giugno 1539. Dopo la sua morte, Waldeck-Eisenberg fu divisa. Suo figlio maggiore Volrado II ricevette la parte più piccola di Waldeck-Eisenberg, mentre il figlio minore Giovanni ricevette Waldeck-Landau.

## Matrimonio e figli
Nel 1503, Filippo sposò la sua prima moglie, Adelaide (morta nel 1515), una figlia del conte Ottone IV di Hoya. Da questo matrimonio, Filippo ebbe quattro figli:
- Ottone (1504-1541)
- Elisabetta (1506-1562),

sposò nel 1525 Jean de Melun, visconte di Ghent
- Volrado II, fondatore del cosiddetto "ramo intermedio di Waldeck-Eisenberg"
- Erica (1511-1560),

sposò nel 1526 Eberardo di Mark, duca d'Arenberg,
sposò nel 1532, il conte Teodoro V di Manderscheid-Virneburg.
Nel 1519, Filippo sposò la seconda moglie, Anna di Kleve (1495-1567), unica figlia del duca Giovanni II di Kleve e Matilde d'Assia. Suo fratello la tenne prigioniera dal 1517 al 1519 per impedire le nozze. Da questo matrimonio, Filippo ebbe altri quattro figli:
- Filippo V (1519 o 1520-1584), che entrò a far parte del clero
- Giovanni I (1521 o 1522-1567), fondatore del "nuovo ramo di Waldeck-Landau", che si estinse nel 1597
- Caterina (1523 o 1524-1583),

sposò nel 1550 il conte Bernardo VIII di Lippe
- Francesco (1526-1574),

sposò nel 1563 Maria Gogreve (morta nel 1580)